# 大嵐滝
大嵐滝（おおあらしたき）は、石川県白山市の大嵐谷にかかる滝。上部の飛騨変成岩類の岩盤から下部の手取層群に流れ落ちる。

## 概要
大嵐谷にある大嵐滝の上部に硬い飛騨片麻岩類、下部に軟弱な手取層群が分布する断層が存在し、侵食の差で滝が形成されている。

## アクセス
国道157号から深瀬大橋か桑島大橋を渡り、林道を進んで行く。林道からは殆ど滝を見ることが出来ないが林道の脇に広場がありそこから展望可能。